# إريك بيلي
إريك بيلي (بالإنجليزية: Eric Bailey)‏ هو سياسي بريطاني، ولد في 28 يوليو 1905، وتوفي في 12 سبتمبر 1989. حزبياً، نشط في حزب المحافظين. وقد في الانتخابات العامة في المملكة المتحدة 1931 ‏، انتخب عضواً في برلمان المملكة المتحدة الـ36 عن دائرة مانتشستر غورتون الانتخابية (27 أكتوبر 1931 – 25 أكتوبر 1935).